# Подбор персонала
Подбор персонала (рекрутмент; англ. recruitment) — специализированная деятельность, функция HR, направленная на поиск и подбор кандидатов на вакантные позиции в организации. Эта деятельность может осуществляться как HR-менеджерами или специалистами по рекрутменту в штате организации, так и непосредственно линейными руководителями, например, в малом бизнесе. На современном рынке труда существует инфраструктура рекрутмента, которая включает специализированные агентства по поиску и подбору кандидатов - рекрутинговые агентства, предоставляющие платные услуги работодателю, и агентства по трудоустройству, предоставляющие платные услуги для кандидатов. В инфраструктуру также входят профессиональные социальные сети и специализированные интернет-сайты по поиску работы. 
В конце XIX в. - начале XX в. подбор персонала на первых промышленных предприятиях осуществлялся непосредственно у ворот завода или фабрики, где по утрам собирались группы ищущих работу людей. Мастера, управляющие цехами выходили к воротам и выбирали людей "на глаз", руководствуясь своей интуицией или полагаясь на удачу. Во время Первой мировой войны в армии США Уолтер Дилл Скотт (англ. Walter Dill Scott) впервые применил классификацию армейских должностей и профессиональное тестирование новобранцев (или рекрутов, отсюда происхождение термина рекрутмент), что позволило достичь большего соответствия между качествами рекрутов и требованиями должности. Таким образом, подбор новобранцев основывался не на интуиции, а на научных методах. Эффективность применения научных методов при подборе стала очевидной на практике, и уже к 1915 г. многие промышленные предприятия в Европе и США стали применять классификацию должностей и методы профессионального тестирования при приеме на работу.

## Цель рекрутмента
Причиной возникновения вакансий в организации являются её развитие (рост, изменения, реорганизации и пр.) и движение персонала (внутренние перемещения и текучесть). Целью рекрутмента является своевременное обеспечение организации необходимым количеством и качеством персонала. С точки зрения организации в рекрутменте ключевыми являются три параметра:
1. Время закрытия вакансии - чем дольше позиция остается открытой, вакантной, тем дольше простой, снижение эффективности других сотрудников из-за временного перераспределения обязанностей, дополнительной нагрузки. В крупных глобальных компаниях время закрытия вакансий измеряют применительно к уровню, типу вакансий - руководители, специалисты, производственный или линейный персонал. В среднем по миру время закрытия вакансий руководителей занимает от 60 до 180 дней, специалистов - до 40-50 дней, рабочих - до 30 дней.
2. Качество рекрутмента, которое определяют как соответствие кандидата требованиям должности и культуре компании. Принимая решение в пользу того или иного кандидата специалист по рекрутменту отвечает на два вопроса: во-первых, сможет ли данный кандидат выполнять требуемую работу - рекрутер оценивает будущую результативность кандидата и, во-вторых, “вольется” ли данный кандидат в конкретный коллектив, команду, организацию; будет ли обеим сторонам комфортно работать вместе. Качество рекрутмента измеряют с помощью показателя “удержание кандидатов” (от англ. Candidate retention), который рассчитывается как доля кандидатов, работающих в компании после 1 года с момента их найма.
3. Стоимость рекрутмента является третьим ключевым параметром процесса. Стоимость рекрутмента рассчитывается как средние совокупные затраты организации на закрытие одной вакансии. Данные затраты могут включать фонд оплаты труда специалистов рекрутеров в штате, стоимость услуг по размещению объявлений о вакансий на различных ресурсах и\или стоимость услуг рекрутинговых агентств и т.д.
В ситуации ограниченного предложения труда организации в процессе рекрутмента решают задачу по оптимизации при трех взаимосвязанных ограничениях: время, качество, цена. В каждом конкретном случае процесс рекрутмента это суб-оптимальный компромисс: перфекционизм или поиск “идеального кандидата” является частой ошибкой неопытного рекрутера или нанимающего менеджера. Статистическая модель оптимальной остановки из теории поиска показывают, что оптимальным является принятие решения в пользу лучшего из 37% возможных кандидатов.

## Этапы подбора персонала
Современный процесс рекрутмента - поиск и подбор персонала включает несколько последовательных этапов:
1. Поиск или сорсинг (англ. Sourcing);
2. Отбор (англ. Selection);
3. Предложение о работе (англ. Job offer);
4. Онбординг (англ. Onboarding).[4]

При возникновении вакансии в организации руководитель составляет описание вакансии, которое может включать краткое описание цели и задач данной позиции - для чего она существует в организации, перечень основных обязанностей - за что отвечает данная позиция, на какие показатели влияет и т.д. Исходя из этого далее составляется перечень требований к кандидату - минимально необходимые для успешного выполнения работы образование, опыт, знания, навыки, умения и прочие качества.

### Поиск
На основании описания вакансии специалист по подбору начинает поиск кандидатов. Поиск кандидатов может осуществляться в двух направлениях:
- активный поиск, активный сорсинг (англ. outbound sourcing, outbound recruitment). Контакт с будущими кандидатами инициирован со стороны компании. Методы, применяемые специалистами по поиску кандидатов (т.н. сорсер -sourcer) очень похожи на методы специалистов по продажам - это составление контуров, минимальных параметров, где возможно искать подходящих кандидатов, и далее массовое информирование, первичные контакты по этим контурам - например, рассылка сообщений о вакансии потенциальным кандидатам в Linkedin, через соц.сети, на специализированных форумах, других источниках. Активный сорсинг использует методы из активных продаж (например, "холодные имейлы или звонки" и т.д.).
- Список вакансий у входа, традиционный щит вешавшийся на советских предприятияхпассивный поиск, пассивный сорсинг (англ. inbound sourcing, inbound recruitment). Компания размещает объявление о вакансии, и далее контакт с компанией инициирован самими кандидатами, откликнувшимися на это объявление. Опытный сорсер использует описание вакансии, полученное от линейного руководителя, и на его основе готовит "продающее" объявление о вакансии, куда включает акценты, которые могут заинтересовать кандидатов уже на этом этапе. Например, подчеркивая особенную культуру компании или будущей команды, условия работы, уровень оплаты, бенефиты, карьерные перспективы и т.д. Передовые компании включают в объявление о вакансии краткое описание того, что новичка ожидает, а также что от него/неё ожидается в течение первого месяца работы, первых трех и шести месяцев работы. Пассивный сорсинг не используется, если вакансия является конфиденциальной.[6][5]

Результатом процесса сорсинга/поиска (как активного, так и пассивного) является широкий перечень кандидатов ("long list"), которым потенциально интересна вакансия. На данном этапе важно только количество ("как можно больше кандидатов"), которое соответствует минимально допустимым критериям качества ("соответствие минимально допустимым требованиям вакансии").
В случае обращения к услугам агентства по подбору персонала специалисты агентства выполняют сорсинг/поиск кандидатов и предоставляют компании-клиенту широкий перечень кандидатов ("long list").

### Отбор
После того, как получен широкий перечень кандидатов, для отбора используются несколько последовательных шагов. Целью этих шагов является выбор оптимального кандидата из широкого перечня. Оптимальность в отношении ранее обозначенных параметров: время (когда кандидат готов приступить к работе), качество (соответствие кандидата требованиям должности и культуре компании и команды), цена (соответствие зарплатных ожиданий кандидата и уровня оплаты вакансии). Последовательные шаги этапа отбора кандидатов называют "воронкой отбора" (англ. "recruitment funnel"). Задачей данной воронки является переход от количества к качеству, в широком перечне кандидатов необходимо найти самых качественных. В зависимости от того, насколько широка воронка кандидатов - из-за количества откликов на вакансию, могут применяться различные методы скриннинга или "отсеивания" кандидатов. Компании, которые получают несколько тысяч откликов на одну вакансию используют автоматический скриннинг заявок в системах работы с обращениями, т.н. ATS - англ. applicant tracking system. Автоматическое "отсеивание" заявок производится алгоритмом на основании ключевых слов в резюме кандидатов и других данных, которые кандидаты предоставляют заполняя обращение на вакансию. Сегодня многие международные компании используют автоматический скриннинг обращений на вакансии, поэтому для кандидата критично важно перед обращением доработать свое резюме под требования конкретной вакансии - используя в описании своего опыта аналогичные ключевые слова из описания вакансии. Подобная минимальная модификация резюме существенно повышает для кандидата шанс пройти первичный автоматический отсев алгоритмом, и попасть на рассмотрение человеку-рекрутеру.
После этапа автоматического скриннинга заявок, скриннинга резюме, рекрутер проводит краткую беседу по телефону с кандидатами из этого списка, где уточняет их готовность рассматривать вакансию, ожидания по заработной плате, текущие условия оплаты труда, срок уведомления об увольнении на текущем месте и другие логистически важные для данной вакансии моменты. После телефонного скриннинга на основании выбранных критерием происходит дальнейшее "отсеивание", сужение воронки кандидатов и наиболее подходящие кандидаты приглашаются на этап интервью.
Некоторые организации применяют шаг тестирования кандидатов. В зависимости от количества кандидатов и затрат на это тестирование данный шаг может применяться как на более ранних этапах отбора, так и на более поздних. Каждая организация конструирует процесс отбора исходя из своей уникальной ситуации. Наиболее распространенными являются тесты способностей (анализ числовой и вербальной информации), тесты профессионально-технических знаний, лидерских качеств и потенциала, тесты на знание иностранного языка. Например, тесты таких компаний как SHL, DDI, Korn Ferry TalentQ, The Myers-Briggs можно встретить на этапах отбора в крупные международные организации, особенно для отбора на начальные позиции (нацеленные на выпускников университетов, специалистов с небольшим опытом работы).
Современные компании экспериментируют с новыми дополнительными видами тестирования кандидатов, которые предлагают кандидату поиграть в онлайн-игру, в процессе которой алгоритм оценивает личностные качества кандидата, такие как "склонность к риску", "краткосрочная память", "альтруизм-эгоизм" и др. и далее на основании полученных оценок качества кандидата сравниваются с качествами успешных сотрудников внутри компании, что позволяет спрогнозировать успешность\неуспешность кандидата в конкретной компании, подразделении, должности. Например, подобные решения для отбора предлагают Plum, Pymetrics, Entelo, SeekOut и др. Как правило, тестирование кандидатов является менее затратным для организации, чем интервью, поэтому чаще применяется на более ранних этапах "воронки отбора".
Интервью является наиболее распространенным методом отбора кандидатов. Интервью или собеседование при отборе, собеседование при приеме на работу может проводится в различных формах:
- личное, по телефону, по видео-связи, автоматизированное видео- интервью (с помощью программы, где кандидатам задаются вопросы и их ответы записываются на видео);
- индивидуальное (один на один), панельное (один кандидат и группа интервьюеров) или групповое интервью (один интервьюер и группа кандидатов).

По структуре и качеству вопросов к кандидатам выделяют следующие виды интервью:
- структурированное, интервью по компетенциям (англ. structured interview, competence-based interview). Интервьюер составляет список вопросов, направленных на выяснений важных для работы качеств, и в процессе интервью задает этот список вопросов (не меняя его) всем без исключения кандидатам, фиксируя их ответы. Применяя этот вид интервью рекрутеры часто используют технику "STAR" для выяснения деталей, дополнительных и уточняющих вопросов. Например, если для вакансии важна компетенция "управление проектом", то рекрутер применяя технику "STAR" попросит кандидата рассказать о её/его завершенном проекте, или проекте, которым она/он гордится, и далее в зависимости от полученного ответа, задаст ряд уточняющих вопросов на во-первых, "S - situation" ситуацию, контекст; во-вторых, "T- task" задание, роль кандидата в этом проекте; в-третьих, "A - action" конкретные действия кандидата; и в-четвёртых, "R - result" полученный результат. После окончания всех интервью рекрутер проводит оценку ответов, присваивая им баллы по шкале соответствия, и затем суммирует эти баллы и получает короткий список "финалистов".
- неструктурированное интервью, например, биографическое. В рамках данного вида интервью рекрутер ведет свободную беседу с кандидатом, иногда следуя по хронологии резюме.

Как правило в интервью закладывается определённое время для вопросов со стороны кандидата.
Задача интервью и других шагов процесса отбора - предсказать будущую результативность, эффективность кандидата в случае приема на работу. В зависимости от точности этого предсказания говорят о степени надежности метода отбора. Компания Google в начале 2000-х г. несколько лет изучала надежность применяемых ею методов отбора, сравнивая результативность работы принятых сотрудников с результатами их тестирования на входе, анализа их резюме, результатов интервью и других данных полученных при рекрутменте. В результате Google остановилась на структурированных панельных интервью, как наиболее надежном методе в условиях этой компании.
Некоторые компании применяют "ассессмент центр при отборе" (англ. Assessment for selection) как финальный инструмент отбора кандидатов на руководящие позиции. Данный вид отбора - ассессмент центр - чаще всего заказывается в виде услуги со стороны специализированных агентств, в которых группа квалифицированных специалистов по оценке проводят с кандидатом ряд упражнений, подобранных на оценку критично-важных для данной вакансии качеств. Например, такие упражнения, как аналитическая презентация (Analytical presentation), ролевая игра (Role play), упражнения по работе с документами (англ. In-Tray, Inbox) и др. По итогам центра оценки компании-заказчику предоставляется развернутый отчет по данному кандидату - какие качества в какой степени развиты. Данный вид отбора является дорогостоящим, стоимость индивидуального ассессмент-центра для топ-менеджеров (1 кандидат, полдня) может составлять от 2000 евро. 

### Предложение о работе
В результате проведенного отбора, воронка кандидатов сужается до нескольких финалистов, и наиболее подходящий кандидат получает предложение о работе (англ. job offer). В некоторых странах предложение о работе имеет юридическую силу и используется вместо трудового договора.
В России предложение о работе является выражением серьёзности намерений с обеих сторон и не имеет юридической силы. В независимости от юридического контекста конкретной страны предложение о работе чаще всего включает основные параметры будущей работы: должность, линию подчинения, место работы, дату начала работы, условия оплаты труда, другие важные условия. После получения письменного предложения о работе (по электронной почте) кандидат подписывает предложение и отправляет его обратно рекрутеру, после чего сообщает о прекращении трудовых отношений на текущем месте работы. Срок уведомления работодателя, чаще всего прописываемый в трудовом контракте, как правило, зависит от уровня должности, и для топ-менеджеров может достигать 6 месяцев и более.

### Онбординг
Завершающим этапом рекрутмента является онбординг нового сотрудника (англ. onboarding, от "on" - на, и "board" - борт, или "добро пожаловать на борт!"). Это комплекс мероприятий направленных на сокращение времени непродуктивной работы нового сотрудника из-за отсутствия необходимых знаний, навыков и контактов внутри и вне организации, а также необходимой инфраструктуры (инструменты, доступы, оборудование и т.д.). В советской литературе был принят термин "адаптация", который подразумевает скорее психофизиологическую адаптацию организма человека к новым условиям, этот процесс безусловно происходит и у современного офисного сотрудника, однако акцент в организационных мероприятиях по онбордингу направлен на инфраструктурные элементы для плавного вхождения в должность и организацию, нежели на психофизиологию человека. Специалисты HR и рекрутеры организуют и управляют процессом онбординга, а не психофизиологической адаптацией.
Мероприятия по онбордингу включают:
- вводное обучение - "введение в организацию", в котором новый сотрудник знакомится с компанией, её историей, миссией, стратегией, ценностями и культурой;
- вводное обучение - "введение в подразделение, введение в функцию", в котором сотрудник знакомится с конкретным функциональным подразделением, его задачами, командой и т.д.

Как правило, "введение в организацию" или т.н. общий вводный курс, вводное обучение (англ. induction training, crash course, bootcamp) организует и проводит HR, а "введение в подразделение, должность" проводит непосредственный линейный руководитель. Некоторые компании, например, европейские бюджетные авиалинии (EasyJet, RyanAir и др.) выводят часть первичного, вводного обучения своих будущих бортпроводников за периметры трудовых отношений. Проведя первичный отбор кандидатов компании назначают им дистанционные курсы для самостоятельного обучения, и делают предложение о работе кандидатам успешно прошедшим теоретическое обучение (по результатам теста знаний). Таким образом, онбординг может начинаться ещё до окончания процесса рекрутмента.

## Информационные системы рекрутмента
Программное обеспечение для процесса рекрутмента - англ. ATS (applicant tracking system) позволяет организациям автоматизировать размещение вакансий, оформление заявок, получение юридически необходимого согласия на обработку персональных данных кандидата, работу с воронкой кандидатов и соответствующие каждому этапу автоматические сообщения, профессиональное тестирование, а также коммуникация в рамках этой системы между нанимающим менеджером и рекрутером, получение необходимых согласований и т.д. Часто ATS являются отдельными модулями комплексных систем по автоматизации процессов управления персоналом как SAP SuccessFactors, Workday, Orcale HCM.
На глобальном рынке популярны следующие специализированные рекрутмент системы:
- GreenHouse;
- Lever;
- SmartRecruiters;
- JobVite;
- ZohoRecruit.[22]